# Marina Kljajo-Radić
Marina Kljajo-Radić (Mostar, 25. siječnja 1962.) je pjesnikinja i književnica iz Bosne i Hercegovine. 

## Životopis
Marina Kljajo rođena je Mostaru 1962. godine. Osnovnu školu pohađala je u Bijelom Polju kod Mostara, a gimnaziju u Mostaru. Hrvatski jezik i književnost diplomirala je na Filozofskom fakultetu Sveučilišta u Mostaru, gdje je i doktorirala s disertacijom na temu Pjesništvo Lucijana Kordića.
Trenutno predaje na Filozofskom fakultetu Sveučilišta u Mostaru. Afirmirana je književnica čije su pjesme zastupljene u više antologija u Bosni i Hercegovini i Hrvatskoj. Obnašala je dužnost predsjednice Društva hrvatskih književnika Herceg-Bosne i urednice časopisa za književnost, kulturu i društvene teme Osvit i Naklade DHK-a HB.
Urednica je časopisa Bjelopoljska zora HKD-a Napredak Bijelo Polje.
Pjesme piše od najranije mladosti. Osim poezije, piše književne kritike i oglede, te sakuplja i bilježi tradicionalnu usmenu književnu predaju iz vlastitog kraja.

## Djela
Objavila je pet zbirki poezije: Tragovi (Mostar, 1997.), Narančasti cvijet (Mostar, 1998.), Sjaj slova (Mostar, 2004.), Svitac kameniti (Mostar, 2007.) i S neba cvjetovi (Mostar – Zagreb, 2010.). 